# 베이트 (2012년 영화)
베이트(Bait 3D)는 2012년 공개된 오스트레일리아의 공포 영화이다.
이 영화는 기이한 쓰나미로 인해 침수된 식료품점에서 탈출하려는 사람들의 그룹을 중심으로 전개되며, 피에 굶주린 백상아리에게 사냥당한다. 이 영화는 2012년 9월 20일 호주에서 개봉되었다.

## 줄거리
과거에 연인 관계였던 조쉬와 티나는 티나의 남동생 로리와 함께 바닷가에서 시간을 보내다 로리가 상어에게 공격당해 목숨을 잃는 비극을 겪는다. 1년 후, 조쉬는 마트에서 일하며 힘겹게 살아가고, 티나는 싱가포르에서 새로운 남자친구와 돌아온다. 마트에는 강도 사건이 일어나고, 동시에 쓰나미가 덮쳐 마트는 물에 잠긴다. 마트 안에 있던 사람들은 선반 위로 피신하지만, 거대한 백상아리가 휩쓸려 들어와 생존자들을 위협하기 시작한다.
생존자들은 서로 협력하며 탈출을 시도한다. 한때 티나의 남자친구였던 스티븐은 감전 위험을 무릅쓰고 전원을 차단하려다 익사하고, 마트 매니저는 환풍구를 통해 도움을 요청하려다 상어에게 잡아먹힌다. 한편, 주차장에 고립되었던 카일과 헤더, 라이언은 다른 상어의 공격을 받게 된다. 라이언의 도움으로 헤더와 라이언은 탈출하지만 카일은 상어에게 희생된다.
마트 안에서는, 상어를 잡기 위한 계획을 세운다. 제이미가 미끼를 준비하는 동안, 동료 생존자인 커비는 나오미를 미끼로 사용하려다 조쉬에게 제지당한다. 실은 강도 사건의 공범이었던 커비는 상어의 미끼가 되어 죽고, 상어는 덫에 걸린다.
주차장에서 살아남은 라이언은 파이프를 두드려 도움을 요청하고, 제이미와 조쉬가 그를 구하러 간다. 그 과정에서 또 다른 상어의 존재를 알게 된 조쉬는 차 안에서 총을 찾아 상어를 죽인다. 마침내 생존자들은 다시 마트에 합류하지만, 지진으로 덫에서 풀려난 상어가 그들을 다시 위협한다. 조쉬는 마지막 남은 상어를 전기 충격기로 처치하고, 강도였던 도일이 트럭을 폭파시켜 탈출구를 만들어 생존자들은 마트를 빠져나온다. 폐허가 된 도시에서 티나는 조쉬에게 앞으로 어떻게 할지 묻는다. 마지막 장면에서는 바다 위를 낮게 날던 갈매기를 상어가 덮치는 장면으로 끝을 맺는다.

## 출연

### 주연
- 자비에르 사무엘
- 샤니 빈슨
- 줄리안 맥마혼
- 포이베 톤킨

### 조연
- 알렉스 러셀
- 링컨 루이스
- 앨리스 파킨슨
- 마틴 색스
- 니콜라스 맥캘럼

## 기타
- 프로듀서: 토드 펠만
- 프로듀서: 게리 해밀턴
- 미술: 니콜라스 맥캘럼
- 배역: 매튜 레샐